# Nintendo Cereal System
Nintendo Cereal System es un cereal para el desayuno que fue producido por Ralston Cereals en 1988 y se dejó de vender en 1989. El nombre del cereal se basó en el Nintendo Entertainment System y representa dos de los videojuegos más populares para la NES en ese momento: Super Mario Bros. y La leyenda de Zelda. A lo largo de los años, el cereal se ha vendido como material de colección en los sitios de subastas en línea, a precios que superan los $100 por caja. En 2010, se vendió una caja en eBay por más de $200.

## Descripción
La caja de cereales tiene dos bolsas verticales dentro, cada una con un cereal diferente. Un lado, llamado "Super Mario Bros. Action Series", consta de personajes y elementos con sabor a fruta: Marios, Super Mushrooms, Goombas, Koopa Troopas y Bowsers. El otro lado de la caja, conocido como "Zelda Adventure Series", consta de elementos y elementos con sabor a baya:  Links, corazones, llaves, bumeranes y escudos. Dentro de la caja hay una pegatina de un personaje de Nintendo, y en el panel posterior hay un conjunto de doce cartas de intercambio llamadas "Nintendo Power Cards". También presenta ofertas ahora difuntas para ganar un accesorio Power Pad NES o un tazón de cereal Super Mario.[cita requerida]